# Helge V. Qvistorff
Helge V. Qvistorff, (født i 1938 i København, død 8. April 2021), var oprindelig hotelmand, men er i dag mest kendt som forfatter og lokalhistoriker. Især kendt fra tv-serien "De Danske Skove" på DR1 sendt første gang i 1992. Qvistorff er også kendt for sit omfattende forfatterskab med adskillige bøger om den nordjyske natur og dens mennesker. Han har i 2006 som den første danske forfatter tilsluttet sig PDFnet, hvor han frigiver historiske artikler til Public Domain.